# Arroyo Walker
Arroyo Walker (en inglés: Walker Creek Settlement) es un asentamiento en la isla Soledad, en las islas Malvinas, en Lafonia. Se encuentra en la orilla sur del Seno Choiseul, y tiene vistas a isla de los Leones Marinos en la distancia. Es el segundo asentamiento más grande en la isla Soledad al sur de Pradera del Ganso, después de Brazo Norte. El asentamiento posee varias casas y galpones y la principal actividad se relaciona con la ganadería ovina. Además, recibe vuelos de la Falkland Islands Government Air Service y una carretera la comunica con Pradera del Ganso, Puerto Darwin y Brazo Norte.